# Топал, Реджеп
Реджеп Топал (тур. Recep Topal, род. 29 октября 1992, Ризе) — турецкий борец вольного стиля, призёр чемпионатов Европы.

## Биография
Родился в 1992 году. В 2009 году занял 2-е место на первенстве Европы среди кадетов. В 2018 году стал бронзовым призёром чемпионата Европы. В 2019 году повторил этот результат.